# Novum Instrumentum omne

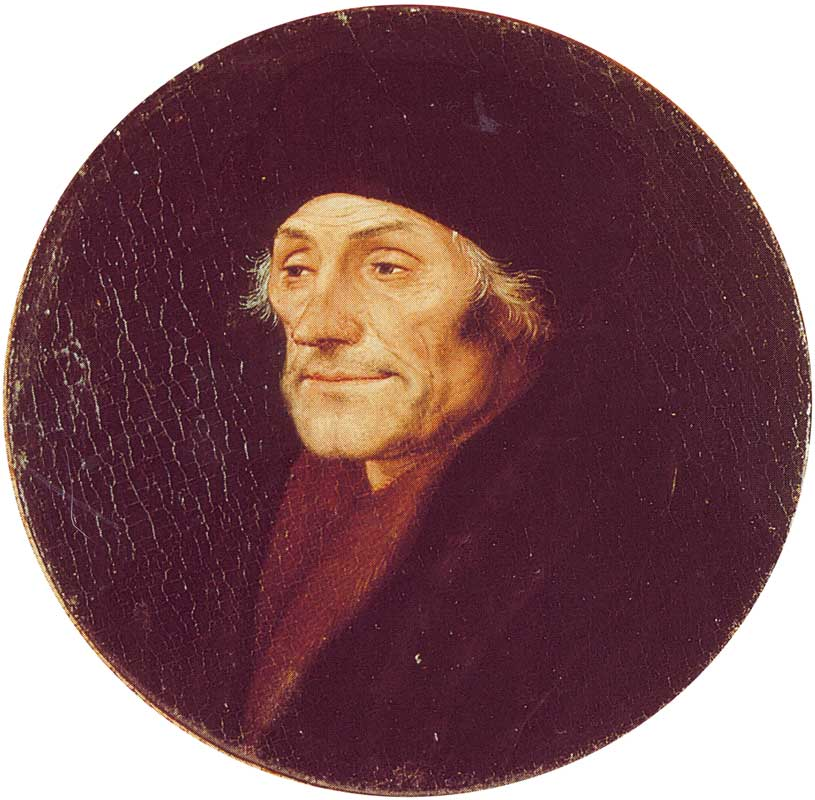
Erazm z Rotterdamu

Novum Instrumentum omne – pierwszy opublikowany grecki Nowy Testament (1516), przygotowany przez Erazma z Rotterdamu, a wydrukowany przez Jana Frobena z Bazylei. Erazm wykorzystał kilka rękopisów, jakie znalazł w Bazylei, ale niektóre partie przetłumaczył z Wulgaty. Ukazało się pięć wydań, najważniejszym z nich jest trzecie, wykorzystane przez Stefanusa. Stało się ono podstawą dla późniejszych wydań i jest często utożsamiane z textus receptus. Wydanie posiadało także łacińską kolumnę tekstu.

## Tło historyczne
Tekst łacińskiej Wulgaty wydany został drukiem jeszcze w 1452 roku (Biblia Gutenberga), grecki Psałterz Septuaginty wydany został w 1486 roku, a hebrajski tekst Biblii w 1488 roku. Wydania greckiego Nowego Testamentu drukiem długo jednak nikt nie podejmował – aż do początku XVI wieku. Chociaż teksty Magnificat i Benedictus z 1. rozdziału Ewangelii Łukasza wydane zostały w 1486, a tekst J 6,1-14 w 1514 roku, to pierwszym opublikowanym pełnym tekstem Nowego Testamentu w języku greckim było Novum Instrumentum omne (1516). Przygotowane zostało przez Erazma z Rotterdamu (1469–1536), wydawcą był Jan Froben (1460–1527) z Bazylei. Powodem tak dużego opóźnienia były trudności z utworzeniem czcionki greckiej, greckie litery uzyskiwały rozmaite kształty, niektóre litery były pisane na kilka sposobów w tych samych rękopisach, ponadto język grecki stosował wiele skrótów i ligatur. Zniechęcało to potencjalnych wydawców. Drugim powodem opóźnienia był autorytet Wulgaty, który powodował, że zainteresowanie greckim tekstem było niewielkie.
Wprawdzie pierwszym wydrukowanym wydaniem greckiego Nowego Testamentu była Poliglota kompluteńska (1514), ale została ona opublikowana dopiero w 1522 i tym samym stała się drugim opublikowanym greckim tekstem Nowego Testamentu. Wydanie erazmiańskie stało się podstawą dla większości nowoczesnych tłumaczeń Nowego Testamentu w wiekach XVI–XIX.

## Wydanie pierwsze
Nie sposób ustalić, kiedy Erazm zdecydował się przygotować wydanie greckiego Nowego Testamentu. Wiadomo, że w 1512 roku kontaktował się w Paryżu z Jodocusem Badiusem (1462–1535) w sprawie wydania tekstu Wulgaty i nowego, zaktualizowanego wydania Adagiów (zbioru greckich i łacińskich przysłów sporządzonego przez Erazma). Do wydania tekstu Wulgaty nie doszło, a grecki tekst Nowego Testamentu nie był nawet brany pod uwagę. Zresztą w owym czasie Erazm nie był jeszcze przygotowany do wydania greckiego NT.
W sierpniu 1514 roku Erazm odwiedził Bazyleę. Nieznany jest cel tej wizyty, wiadomo jednak, że kontaktował się z Frobenem. Wielu biblistów uważa, że Froben wiedział o przygotowywanej w Hiszpanii Complutensis i dlatego usiłował wyprzedzić projekt z Alcali. Takie wyjaśnienie zaproponował S.P. Tregelles, przyjął je Scrivener i jest odtąd powielane w licznych publikacjach. Nie brak jednak biblistów, którzy wątpią w taką motywację Frobena, ponieważ brak jakichkolwiek dowodów na wsparcie tej tezy. Niewykluczone, że Erazmowi chodziło tylko o tekst łaciński, który od dwóch lat starał się wydać. Następne spotkanie z Frobenem miało miejsce w kwietniu 1515 roku na Uniwersytecie w Cambridge. W rezultacie w lipcu 1515 roku Erazm przybył do Bazylei i rozpoczął swoje dzieło. Do swego wydania dołączył tekst grecki. Nie zabrał z Cambridge żadnych greckich rękopisów NT, miał bowiem nadzieję znaleźć takowe w Bazylei. Udał się w tym celu do zakonu dominikanów w Bazylei i pożyczył z ich biblioteki kilka rękopisów. Wykorzystał siedem rękopisów, które zostały zidentyfikowane przez Scrivenera:
|               |                                |          |  |
| Rękopis       | Zawiera                        | Data     |  |
| Minuskuł 1eap | cały NT z wyjątkiem Apokalipsy | XII wiek |  |
|               |                                |          |  |
| Minuskuł 1rK  | Apokalipsa św. Jana            | XII wiek |  |
|               |                                |          |  |
| Minuskuł 2e   | Ewangelie                      | XII wiek |  |
|               |                                |          |  |
| Minuskuł 2ap  | Dzieje i Listy                 | XII wiek |  |
|               |                                |          |  |
| Minuskuł 4ap  | Listy Pawła                    | XV wiek  |  |
|               |                                |          |  |
| Minuskuł 7p   | Listy Pawła                    | XII wiek |  |
|               |                                |          |  |
| Minuskuł 817  | Ewangelie                      | XV wiek  |  |
|               |                                |          |  |

Minuskuły 1 i 2814 (według systemu numeracji Gregory-Aland) Erazm pożyczył od Reuchlina. Pozostała część rękopisów pochodzi od dominikanów. Poza jednym wyjątkiem wszystkie rękopisy reprezentują tekst bizantyński. Minuskuł 1 reprezentuje tekst cezarejski, ale Erazm rzadko zeń korzystał, bo przekonany był, iż przekazuje tekst mniej wiarygodny. Zaskakującym jest to, że nie wykorzystał Kodeksu Bazylejskiego (wiek VIII), który reprezentuje wczesną formę tekstu bizantyńskiego i w owym czasie znajdował się w posiadaniu dominikanów, i był dostępny. Erazm wziął trzy rękopisy Ewangelii i trzy Dziejów Apostolskich, cztery rękopisy Listów Pawła oraz tylko jeden rękopis z Apokalipsą św. Jana (Codex Reuchlinianus). Niestety rękopis ten nie był kompletny, brakowało w nim ostatniej karty zawierającej sześć ostatnich wierszy Apokalipsy. Aby nie opóźniać publikacji, Erazm zamiast poszukać innego rękopisu, zdecydował się przetłumaczyć brakujący tekst z łacińskiej Wulgaty na grecki. 

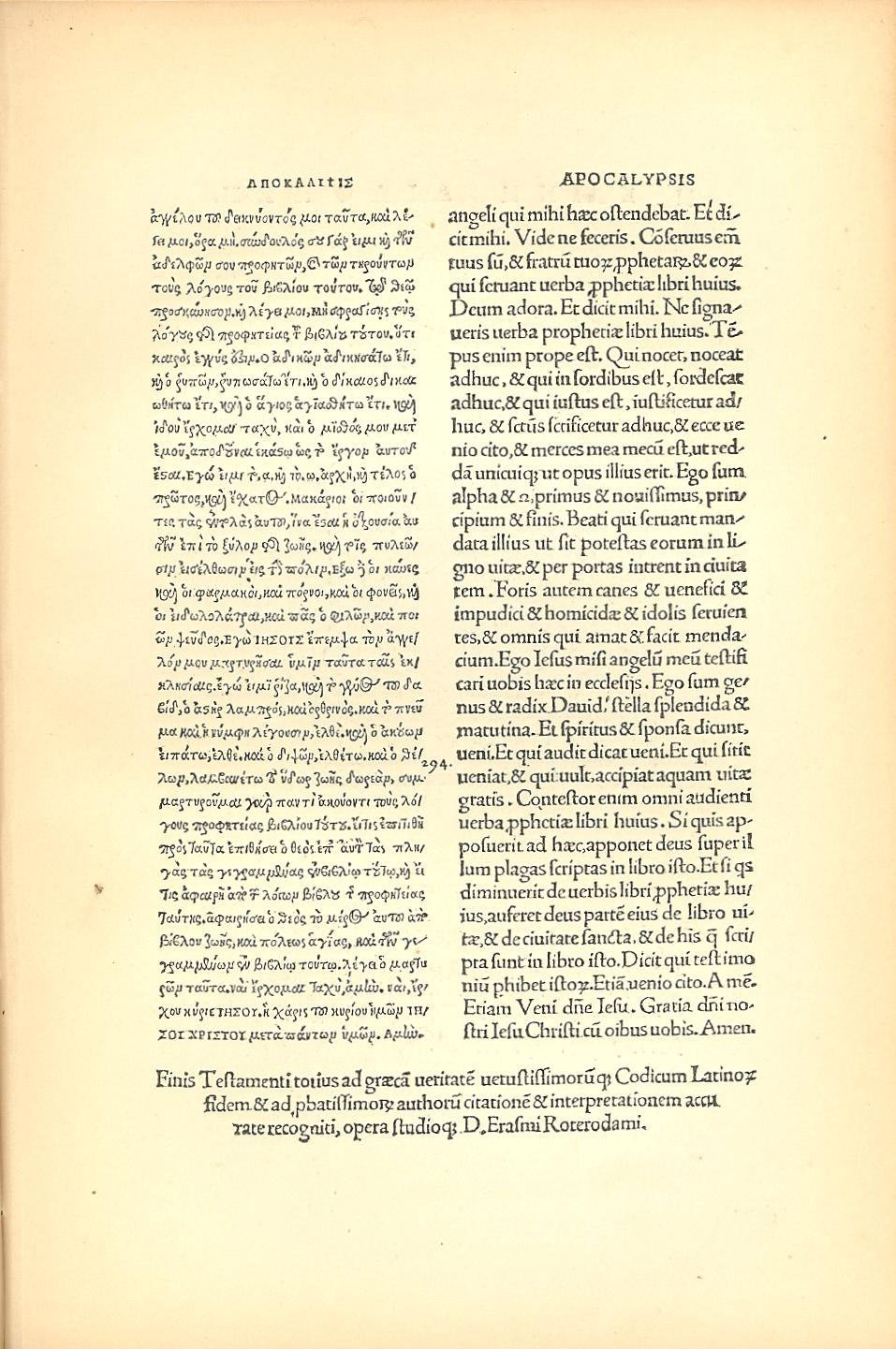
Ostatnia strona z tekstem Ap 22,8-21

Również w innych częściach Apokalipsy i w innych księgach Nowego Testamentu Erazm czasem zmieniał tekst grecki, by upodobnić go do Wulgaty. Scrivener zauważył, że w Ap 17,4 stworzył nowe słowo greckie: ἀκάθαρτητος (zamiast τα ἀκαθαρτα – nieczyste). Nie ma takiego słowa w języku greckim jak ἀκαθαρτητος. Pod wpływem Wulgaty zmienił tekst Ap 17,8, wprowadził καιπερ εστιν (a już jest) zamiast και παρεσται (a znowu będzie). Ale nie tylko w tekście Apokalipsy dokonywał zmian, w Dziejach Apostolskich 9,6 w opisie nawrócenia Pawła podczas jego podróży do Damaszku, dodane zostało następujące zdanie: Τρέμων τε καὶ θαμβὣν εἲπεν κύριε τί μέ θέλεις ποιῆσαι (A Saul drżąc i bojąc się, powiedział: Panie, co chcesz, abym ja uczynił?). Zdania tego nie zawierały greckie rękopisy, zostało ono wzięte z Wulgaty.
Tekst Ewangelii Erazm oparł na minuskule 2. Jednak i tutaj raz po raz zaglądał do Wulgaty i dokonywał korekt. Własnoręcznie, przy użyciu czerwonej kredy, poprawiał w oparciu o Wulgatę nawet tekst samego rękopisu, we wszystkich tych miejscach, które jego zdaniem tego wymagały. Zrobił tak m.in. w J 8,6, gdzie wykreślił μη προσποιουμενος (nie zwracając uwagi).
Druk został rozpoczęty w dniu 2 października 1515 i w bardzo krótkim czasie został zakończony (1 marca 1516). Było to wydanie dwujęzyczne, tekst w języku greckim umieszczony został w lewej kolumnie, łaciński natomiast w prawej, jest jednak oczywiste, że nie tekst grecki, lecz łaciński Wulgaty był pierwszorzędnym celem tego wydania. Prawdopodobnie tekst grecki został dołączony tylko dlatego, że Erazm chciał udowodnić wyższość swego łacińskiego przekładu. Pracę wykonano w wielkim pośpiechu, z wieloma błędami typograficznymi, tytuł zaś brzmiał w następujący niezwykły sposób:

Novum Instrumentum omne, diligenter ab Erasmo Rot. Recognitum et Emendatum, non solum ad Graecam veritatem verum etiam ad multorum utriusque linguae codicum, eorumque veterum simul et emendatorum fidem, postremo ad probatissimorum autorum citationem, emendationem et interpretationem, praecipue, Origenis, Chrysostomi, Cyrilli, Vulgarij, Hieronymi, Cypriani, Ambrosij, Hilarij, Augustini, una cum Annotationibus, quae lectorem doceant, quid qua ratione mutatum sit.

Tytuł ten, bardzo długi i pompatyczny, odnosi się głównie do łacińskiego tekstu Wulgaty (recognitum et emendatum), ponieważ nie było jeszcze żadnego drukowanego wydania greckiego Nowego Testamentu w obiegu. Wyliczeni w tytule Ojcowie Kościoła – głównie łacińscy – wykorzystani zostali w Annotationes.

## Wydanie drugie

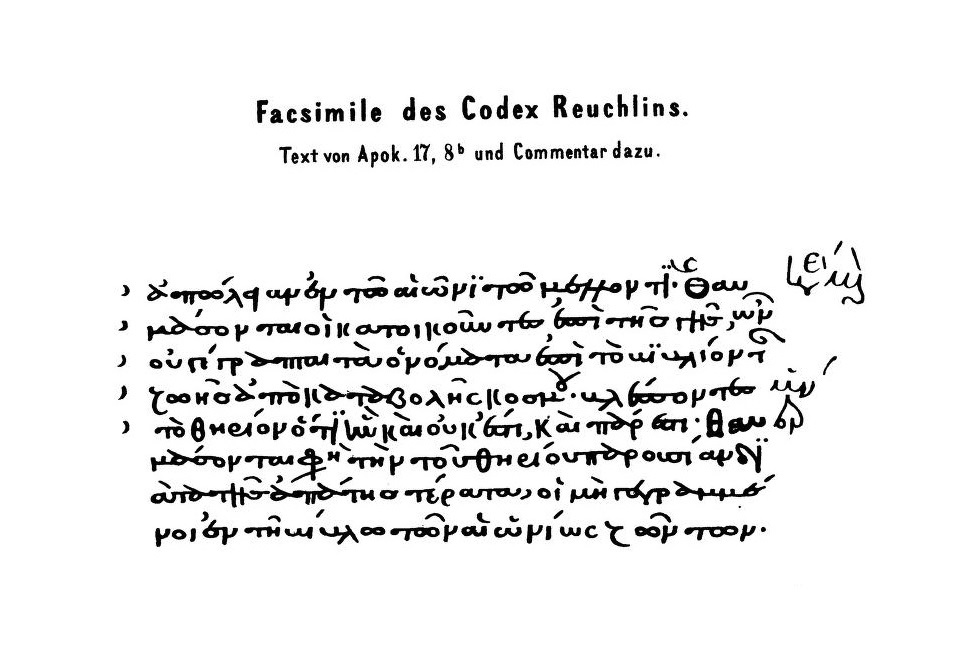
Codex Reuchlinianus z tekstem Ap 17,8, facsimile Franza Delitzscha (1861)

Odbiór pierwszego wydania był mieszany, niemniej w ciągu trzech lat cały nakład – 3300 egzemplarzy – został wyprzedany. Erazm przystąpił więc do pracy nad drugim. Drugie wydanie posłużyło się bardziej znanym i tradycyjnie stosowanym tytułem, termin Instrumentum został zastąpiony przez Testamentum. W drugiej edycji Erazm wykorzystał również minuskuł 3 (Gregory-Aland). Tekst zmieniony został w sumie w około 400 miejscach (według obliczeń Johna Milla), większość błędów została poprawiona, ale część pozostała. Pojawiły się nowe błędy. Poprawione zostały przede wszystkim błędy typograficzne. W tym wydaniu tekst Wulgaty zastąpiony został przez łaciński przekład dokonany przez Erazma. Przekład był nowatorski i bardziej elegancki od tekstu Hieronima. Spotkał się z dobrym odbiorem, jakkolwiek ortodoksi mieli wiele zarzutów, zwłaszcza że λόγος z Prologu Ewangelii Jana przełożył nie przez tradycyjne verbum, lecz sermo.
Po tym wydaniu Erazm zaangażował się w liczne polemiki związane z jego wydaniami Novum Testamentum. Najwięcej kontrowersji wzbudzały jego Annotationes, a atakowany był głównie przez uniwersytety w Cambridge i Oxfordzie. Zaatakował również Diego López de Zúñiga, znany jako Stunika, jeden z wydawców Poligloty kompluteńskiej Ximenesa. Zarzucił Erazmowi, że w jego tekście brak części 1 Jana 5, 7-8 (Comma Johanneum). Erazm odpowiedział, że nie znalazł go w żadnym greckim rękopisie. Stunica argumentował, że łacińskie rękopisy są bardziej wiarygodne niż greckie. Edward Lee, późniejszy arcybiskup Yorku (1531-1544), oskarżył Erazma o sympatie do arianizmu. Erazm miał obiecać, że umieści Comma Johanneum w przyszłych wydaniach, jeśli tylko znajdzie się grecki rękopis zawierający Comma.
Inny atak nastąpił w 1521 roku ze strony Paulusa Bombasiusa, prefekta Biblioteki Watykańskiej. Zarzucił on Erazmowi odejście od tekstu Wulgaty. Przy tej okazji poinformował Erazma, że w Watykanie przechowywany jest niezwykle starożytny egzemplarz Pisma (Kodeks Watykański), który jest zgodny z Wulgatą. Przysłał mu dwa krótkie wyciągi z tego rękopisu, zawierała one teksty 1 Jana 4,1-3 i 1 Jana 5,7-11 (bez Commy).
Drugie wydanie Erazma stało się podstawą dla niemieckiego przekładu Lutra.

## Trzecie wydanie
W trzecim wydaniu (1522) Erazm zamieścił w greckim tekście Comma Johanneum, ponieważ dostarczono mu zawierający je grecki rękopis. Później stwierdzono, że był to XVI-wieczny rękopis – Codex Montfortianus, sporządzony prawdopodobnie około 1520 roku przez mnicha le Roy (lub le Froy). Erazm, pomimo iż zamieścił Comma w tekście, to jednak w Annotationes wyraził swoje wątpliwości co do jego autentyczności. Trzecie wydanie, według Milla, różniło się w 118 miejscach od wydania drugiego.
Jan Oekolampad i Gerbeliusz, współwydawcy Erazma, nakłaniali go do większego wykorzystania minuskułu 1 w trzecim wydaniu, jednak Erazm był zdania, że powstał on pod wpływem tekstu łacińskiego i ma drugorzędne znaczenie.
Trzecie wydanie wykorzystane zostało przez Roberta Estienne (Stephanusa) w jego wydaniach greckiego Nowego Testamentu w latach 1546–1549.

## Czwarte i piąte wydanie

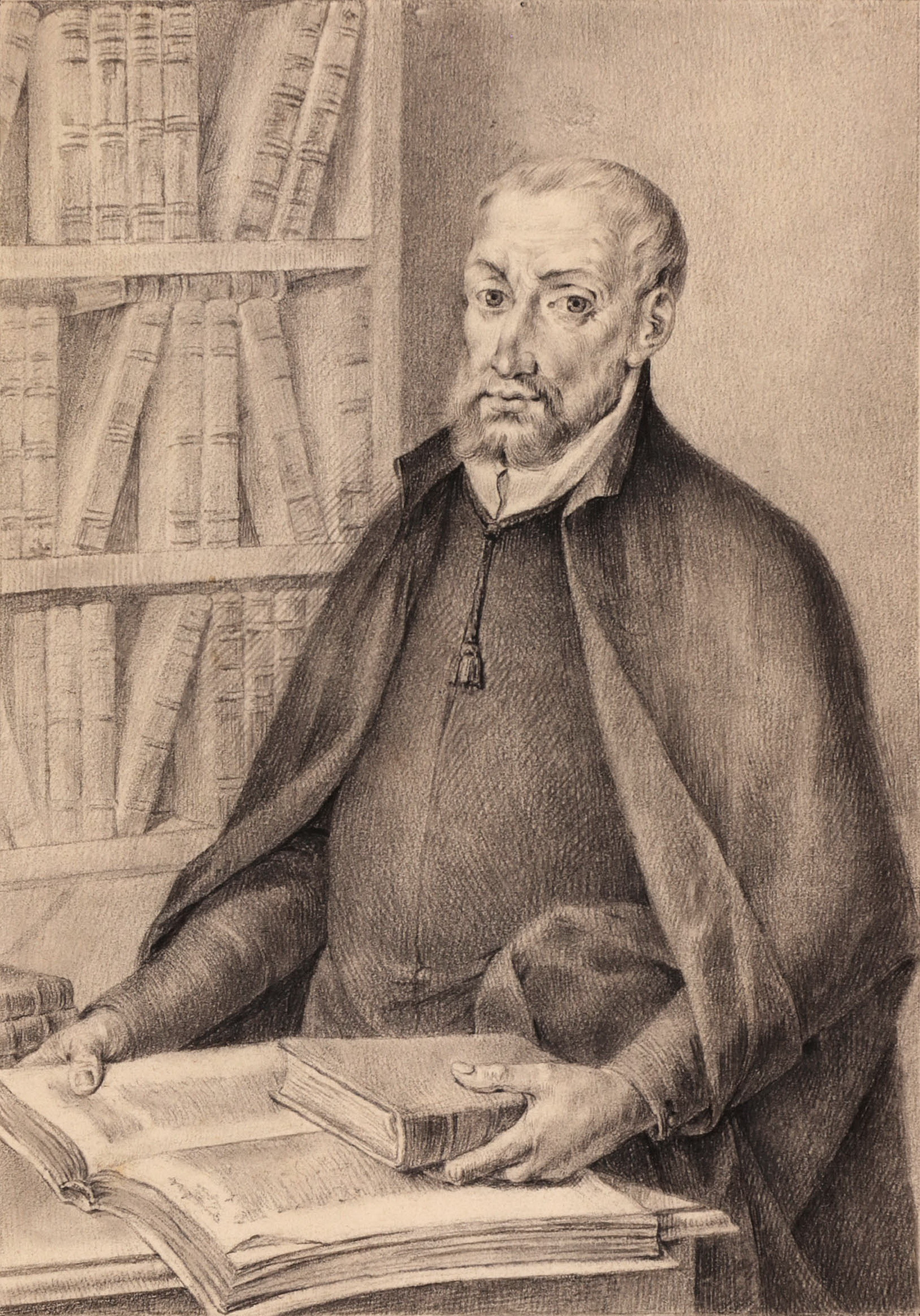
Sepulveda, prefekt Biblioteki Watykańskiej

Zaraz po ukazaniu się trzeciego wydania, Erazm otrzymał Poliglotę kompluteńską i wykorzystał ją do poprawienia swego tekstu. Poprawił przede wszystkim tekst Apokalipsy. W wydaniu czwartym (1527) tekst Apokalipsy został zmieniony w około 90 miejscach, jednak nie w tych, w których tłumaczył z Wulgaty. Poza Apokalipsą tekst pozostałych ksiąg NT zmienił jedynie w 20 miejscach. W czwartym wydaniu tekst podzielony został na trzy paralelne kolumny, pierwsza zawierała tekst grecki, druga łaciński przekład Erazma, trzecia tekst Wulgaty.
W październiku 1533 roku, Sepulveda, prefekt Biblioteki Watykańskiej, przysłał Erazmowi opis starożytnego watykańskiego rękopisu, informując go, że w 365 miejscach jego tekst różni się od tekstu erazmiańskiego, zgodny jest natomiast z Wulgatą. Nic nie wiadomo o tych wariantach poza jednym, w Annotationes Erazm odnotował, że według kodeksu z papieskiej biblioteki nazwa wyspy z Dz 27,16 brzmi καυδα (Cauda), nie κλαυδα (Clauda). W innym liście z roku 1534 Sepulveda poinstruował Erazma, że tekst greckich rękopisów został zmieniony za Wulgatą. 
W roku 1535, rok przed śmiercią Erazma, ukazało się piąte i ostatnie wydanie erazmiańskiego Novum Testamentum. Usunął zeń tekst Wulgaty. Według Johna Milla tekst piątego wydania różnił się tylko w pięciu miejscach od tekstu wydania czwartego. Wydanie czwarte i piąte nie były tak ważne jak trzecie w historii tekstu Nowego Testamentu.

## Znaczenie
Zapotrzebowanie na grecki tekst Nowego Testamentu sprawiło, że ukazało się wiele autoryzowanych i nieautoryzowanych wydań w XVI wieku. Niemal każde z nich bazowało na tekście erazmiańskim, włączając jego warianty tekstowe, jakkolwiek cechą charakterystyczną wspólną dla wszystkich owych wydań było wprowadzanie niewielkich zmian do ich tekstu. Estienne w Dz 13,33 zmienił w Psalmie pierwszym na w Psalmie drugim. Teodor Beza w oparciu o Kodeks Bezy dodał tekst Łk 17,36. W oparciu o ten tekst uformował się textus receptus, z którego dokonywano przekładów Nowego Testamentu. Tekst ten dominował niepodzielnie do roku 1881, to jest do chwili ukazania się The New Testament in the Original Greek. 
W 1559 roku Nowy Testament Erazma wraz z przekładem, wyjaśnieniami i Harmonią Ewangelii został wciągnięty na listę ksiąg zakazanych. 